# Redukcionismus

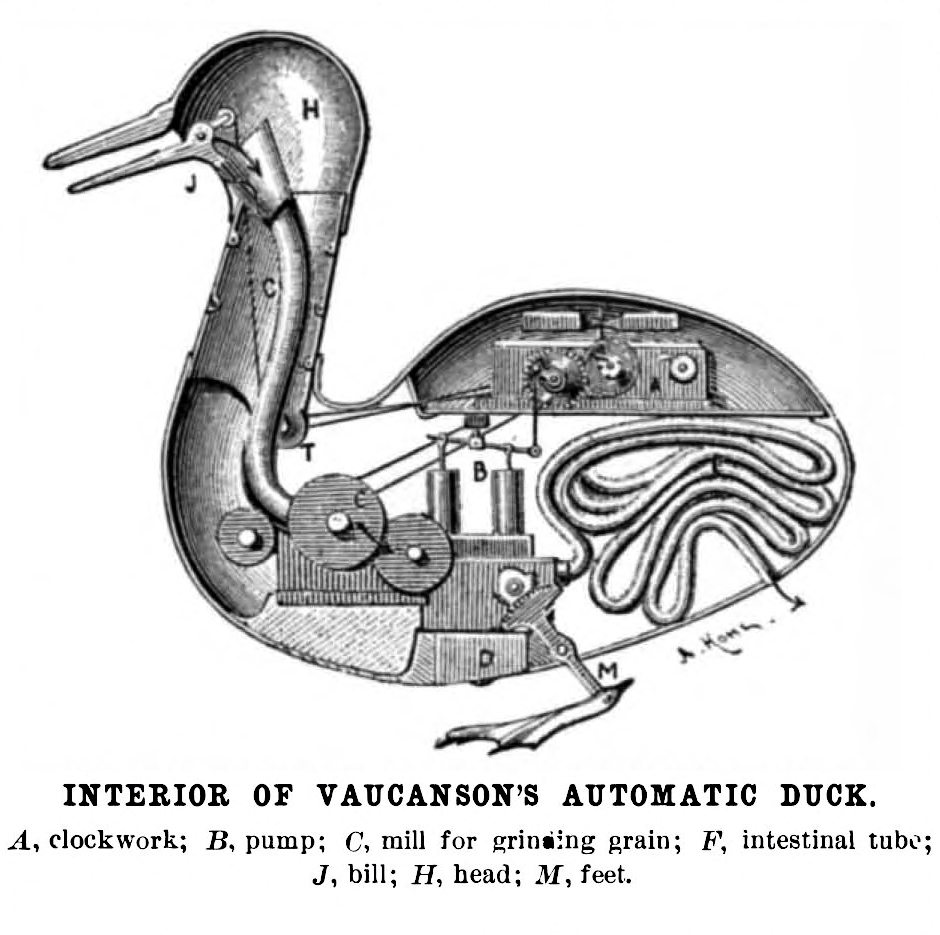
Mechanická kachna
(Jacques de Vaucanson, 1739)

Redukcionismus (z lat. reductio, přivedení nazpět) je výkladový postup a myšlenkový směr, který se snaží vysvětlovat složité skutečnosti převedením na jednoduché části zejména rozkladem a tvrzením, že celek není „nic než“ soubor částí.

## Předchůdci
Snaha vyložit složité skutečnosti pomocí jednodušších je podstatou každého výkladu. První řečtí filosofové, předsókratici, kteří se snažili najít počátek nebo původ světa v jednom ze živlů, neznamená ještě úplné převedení čili redukci. Předchůdcem redukcionismu – pokud lze z dochovaných zlomků spolehlivě soudit – je teprve Démokritos:
| „                           | Rozlišujeme sice sladké a hořké, teplé a studené, a také barvy, ve skutečnosti však jsou jen atomy a prázdno. | “ |
| — Démokritos, zl. DK 68 B 9 | |   |

U Démokrita provází ovšem toto přesvědčení i hluboká skepse co do možností lidského poznání:
| „                             | Ve skutečnosti nevíme nic, neboť pravda je v hlubině (v propasti). | “ |
| — Démokritos, zl. DK 68 B 117 |                                                                    |   |

## Descartes a novověká věda
Novověká věda si klade jiný cíl: smyslem poznání není skutečnosti rozumět, nýbrž ji účinně ovládnout. K tomu se výborně hodí reduktivní postup, který skutečnost rozkládá na jednoduché součásti a složky a zanedbává všechno, co se takovému rozložení příčí. Jakmile se rozklad na jednoduché složky podaří, lze mezi nimi najít i jednoduché příčinné vztahy (kauzalita), jež se dají vyjádřit matematicky a s jejich pomocí s jistotou předvídat. Tuto metodu vypracoval francouzský filosof, matematik a vědec René Descartes.
Reduktivní postup spočívá u Descarta v tom, že skutečnost chápe jako neživou, složenou z neživých částí a ovládanou zákony mechaniky: i živé organismy jsou stroje, které by bylo možno rozebrat a opět složit. Jen člověk má kromě toho nehmotnou duši, kterou nelze tímto způsobem rozkládat a skládat. Descartův mechanistický postup se skvěle osvědčil při zkoumání a ovládání neživé přírody, narazil však tam, kde musel obětovat příliš mnoho – už při výkladu meteorologických jevů a zejména při zkoumání živých organismů. Descartův výklad fysiologie lidského těla se nikdy neprosadil a švédská královna Kristýna I., jíž knihu věnoval, mu odepsala, že se jí výklad líbí, nedovede si však představit, že by se dvěma hodinovým strojům narodily malé hodinky. Přesto se v 18. století těšily velké pozornosti mechanické automaty, napodobující chování živočichů i člověka.

## Moderní věda
Od 17. století si pokusná (empirická) věda postupně uvědomuje, že objevování přírodních zákonitostí vyžaduje umělé uspořádání experimentu, kde se pokud možno vyloučí všechny rušivé jevy: tak volný pád je třeba měřit ve vakuu. Ve 20. století se nástrojem tohoto poznávání stávají modely a modelování, nejprve mechanické, matematické a později i s pomocí počítačů. Redukcionismus pak znamená přesvědčení, že i složité skutečnosti lze ztotožnit s jejich zjednodušenými modely a vyložit beze zbytku ze zákonitostí jejich jednodušších složek. Redukcionismus je jedním z postupů positivismu, který chce poznání redukovat na vykazatelná, případně měřitelná fakta.

## Kritika redukcionismu
Námitky proti redukcionismu jsou několika druhů, lze je však shrnout do zásady, že „celek je víc než souhrn jeho částí“ (Aristotelés).
- Živé organismy nelze rozebrat a opět složit jako stroje;
- kromě částí tvoří celek i různé vztahy mezi nimi, struktura celku;
- na úrovní složitých systémů lze pozorovat různé emergentní jevy, které nelze vysvětlit jen z vlastností jejich částí;
- u složitých (zejména živých) celků pozorujeme i ovlivnění částí celkem (tzv. downward causation), jako jsou adaptace, evoluce a podobně.

Pokud bychom chtěli živý organismus vysvětlit pouze z atomů a jejich vlastností, museli bychom u nich předpokládat nějaký zárodek schopnosti reprodukce a dokonce i vývoje a vědomí.
Význam vědeckého redukcionismu vysvětluje americký evolucionista Richard Boyd takto:
| „ | Žádný rozumný vědec si nemyslí, že by se složitost organického či kulturního světa dala shrnout pod pár základních zákonů nebo vtěsnat do pár experimentů. „Redukcionismus“ evoluční vědy je ryze taktický. Děláme, co umíme, tváří v tvář děsivé rozmanitosti a složitosti. | “ |